# Xanthacrona tuberosa
Xanthacrona tuberosa är en tvåvingeart som beskrevs av Cresson 1908. Xanthacrona tuberosa ingår i släktet Xanthacrona och familjen fläckflugor. Inga underarter finns listade i Catalogue of Life.